# Bắc Tề thư
| Nhị thập tứ sử | Nhị thập tứ sử | Nhị thập tứ sử              | Nhị thập tứ sử |
| -------------- | -------------- | --------------------------- | -------------- |
| STT            | Tên sách       | Tác giả                     | Số quyển       |
| 1              | Sử ký          | Tư Mã Thiên                 | 130            |
| 2              | Hán thư        | Ban Cố                      | 100            |
| 3              | Hậu Hán thư    | Phạm Diệp                   | 120            |
| 4              | Tam quốc chí   | Trần Thọ                    | 65             |
| 5              | Tấn thư        | Phòng Huyền Linh (chủ biên) | 130            |
| 6              | Tống thư       | Thẩm Ước                    | 100            |
| 7              | Nam Tề thư     | Tiêu Tử Hiển                | 59             |
| 8              | Lương thư      | Diêu Tư Liêm                | 56             |
| 9              | Trần thư       | Diêu Tư Liêm                | 36             |
| 10             | Ngụy thư       | Ngụy Thâu                   | 114            |
| 11             | Bắc Tề thư     | Lý Bách Dược                | 50             |
| 12             | Chu thư        | Lệnh Hồ Đức Phân (chủ biên) | 50             |
| 13             | Tùy thư        | Ngụy Trưng (chủ biên)       | 85             |
| 14             | Nam sử         | Lý Diên Thọ                 | 80             |
| 15             | Bắc sử         | Lý Diên Thọ                 | 100            |
| 16             | Cựu Đường thư  | Lưu Hú (chủ biên)           | 200            |
| 17             | Tân Đường thư  | Âu Dương Tu, Tống Kỳ        | 225            |
| 18             | Cựu Ngũ Đại sử | Tiết Cư Chính (chủ biên)    | 150            |
| 19             | Tân Ngũ Đại sử | Âu Dương Tu (chủ biên)      | 74             |
| 20             | Tống sử        | Thoát Thoát (chủ biên)      | 496            |
| 21             | Liêu sử        | Thoát Thoát (chủ biên)      | 116            |
| 22             | Kim sử         | Thoát Thoát (chủ biên)      | 135            |
| 23             | Nguyên sử      | Tống Liêm (chủ biên)        | 210            |
| 24             | Minh sử        | Trương Đình Ngọc (chủ biên) | 332            |
| -              | Tân Nguyên sử  | Kha Thiệu Mân (chủ biên)    | 257            |
| -              | Thanh sử cảo   | Triệu Nhĩ Tốn (chủ biên)    | 529            |

Bắc Tề thư (chữ Hán giản thể: 北齐书; phồn thể: 北齊書) là một sách lịch sử theo thể kỷ truyện trong 24 sách lịch sử Trung Quốc (Nhị thập tứ sử) do Lý Bách Dược đời Đường viết và biên soạn vào năm Trinh Quán thứ 3 (năm 629), đến năm Trinh Quán thứ 10 (năm 636) thì hoàn thành.
Tổng cộng có 50 quyển, bao gồm Bản kỷ 8 quyển, Liệt truyện 42 quyển, không có Chí, Biểu, sách ghi chép lịch sử hưng thịnh và suy vong của Đông Ngụy và Bắc Tề thời Nam Bắc Triều.
Cha Lý Bách Dược là Lý Đức Lâm, có viết bộ sử với tên gọi Bắc Tề sử gồm 27 quyển, đến thời Tùy viết được 38 thiên thì không may lâm bệnh qua đời, Lý Bách Dược căn cứ theo sách của cha và tham khảo thêm cuốn Bắc Tề chí của Vương Thiệu mà hoàn thành bộ chính sử Bắc Tề thư, sách không có phần truyện về các nước ở bên ngoài Trung Quốc.
Số lượng văn bản trong sách của Lý Bách Dược hiện chỉ còn 18 quyển, các quyển 4, 13, 16-25, 41-45, 50 đến nay đều bị thất lạc, người đời sau lấy từ bộ Bắc sử mà bổ sung thêm vào, tên gốc ban đầu của sách là Tề thư sau đến đời Tống nhằm phân biệt bộ Nam Tề thư của Tiêu Tử Hiển nên đổi tên thành Bắc Tề thư.
Theo Lưu Tri Kỷ trong Sử thông, thì ông cho rằng Bắc Tề thư có phần kém cỏi hơn Bắc Tề chí của Vương Thiệu và Quan Đông phong tục truyện của Tống Hiếu Vương, bộ chính sử này đa phần không được giới sử học đánh giá cao.

## Mục lục

### Đế kỷ
- Đế kỷ 1 - Thần Vũ Đế thượng
- Đế kỷ 2 - Thần Vũ Đế hạ
- Đế kỷ 3 - Văn Tương Đế
- Đế kỷ 4 - Văn Tuyên Đế
- Đế kỷ 5 - Phế Đế
- Đế kỷ 6 - Hiếu Chiêu Đế
- Đế kỷ 7 - Vũ Thành Đế
- Đế kỷ 8 - Hậu Chủ, Ấu Chủ

### Liệt truyện
- Liệt truyện 1 - Thần Vũ Lâu hậu, Văn Tương Nguyên hậu, Văn Tuyên Lý hậu, Hiếu Chiêu Nguyên hậu, Vũ Thành Hồ Hậu, Hậu Chủ Hộc Luật hậu, Hồ hậu, Mục hậu truyện
- Liệt truyện 2 - Cao Tổ thập nhất vương truyện - Vĩnh An Giản Bình Vương Tuấn, Bình Dương Tĩnh Dực Vương Yêm, Bành Thành Cảnh Tư Vương Du, Thượng Đảng Cương Túc Vương Hoán, Tương Thành Cảnh Vương Dục, Nhâm Thành Vương Giai, Cao Dương Khang Mục Vương Thực, Bác Lăng Văn Giản Vương Tế, Hoa Sơn Vương Ngưng, Phùng Dực Vương Nhuận, Hán Dương Kính Hoài Vương Hiệp
- Liệt truyện 3 - Văn Tương lục vương truyện - Hà Nam Khang Thư Vương Hiếu Du, Quảng Ninh Vương Hiếu Hành, Hà Gian Vương Hiếu Uyển, Lan Lăng Vũ Vương Hiếu Quán, An Đức Vương Duyên Tông, Ngư Dương Vương Thiệu Tín
- Liệt truyện 4 - Văn Tuyên tứ vương, Hiếu Chiêu lục vương, Vũ Thành thập nhị vương, Hậu Chủ ngũ nam truyện
- Liệt truyện 5 - Triệu Quận Vương Sâm, Thanh Hà Vương Nhạc truyện
- Liệt truyện 6 - Quảng Bình Công Thịnh, Dương Châu Công Vĩnh Nhạc, Tương Nhạc Vương Hiển Quốc, Thượng Lạc Vương Tư Tông, Bình Tần Vương Quy Ngạn, Vũ Hưng Vương Phổ, Trường Nhạc Thái Thủ Linh Sơn truyện
- Liệt truyện 7 - Đậu Thái, Úy Cảnh, Lâu Chiêu, Xá Địch Kiền, Hàn Quỹ, Phan Nhạc truyện
- Liệt truyện 8 - Đoạn Vinh truyện
- Liệt truyện 9 - Hộc Luật Kim truyện
- Liệt truyện 10 - Tôn Đằng, Cao Long Chi, Tư Mã Tử Như truyện
- Liệt truyện 11 - Hạ Bạt Duẫn, Sái Tuấn, Hàn Hiền, Úy Trường Mệnh, Vương Hoài, Lưu Quý, Nhâm Duyên Kính, Mạc Đa Lâu Thải Văn, Cao Thị Quý, Xá Địch Hồi Lạc, Xá Địch Thịnh, Tiết Cô Duyên, Trương Bảo Lạc, Hầu Mạc Trần Tương truyện
- Liệt truyện 12 - Trương Quỳnh, Hộc Luật Khương Cử, Nghiêu Hùng, Tống Hiển, Vương Tắc, Mộ Dung Thiệu Tông, Tiết Tu Nghĩa, Sất Liệt Bình, Bộ Đại Hãn Tát, Mộ Dung Nghiễm truyện
- Liệt truyện 13 - Cao Kiền, Phong Long Chi truyện
- Liệt truyện 14 - Lý Nguyên Trung, Lư Văn Vỹ, Lý Nghĩa Thâm truyện
- Liệt truyện 15 - Ngụy Lan Căn, Thôi Thuân truyện
- Liệt truyện 16 - Tôn Khiên, Trần Nguyên Khang, Đỗ Bật truyện
- Liệt truyện 17 - Trương Toản, Trương Lượng, Trương Diệu, Triệu Khởi, Từ Viễn, Vương Tuấn, Vương Hoành truyện
- Liệt truyện 18 - Tiết Thúc, Kính Hiển Tuấn, Bình Giám truyện
- Liệt truyện 19 - Vạn Sỹ Phổ, Khả Chu Hồn Nguyên, Lưu Phong, Phá Lục Hàn Thường, Kim Tộ, Vy Tử Xán truyện
- Liệt truyện 20 - Nguyên Thản, Nguyên Bân, Nguyên Hiếu Hữu, Nguyên Huy Nghiệp, Nguyên Bật, Nguyên Thiều truyện
- Liệt truyện 21 - Lý Hồn, Lý Dư, Trịnh Thuật Tổ truyện
- Liệt truyện 22 - Thôi Xiêm, Cao Đức Chính, Thôi Ngang truyện
- Liệt truyện 23 - Vương Hân truyện
- Liệt truyện 24 - Lục Pháp Hòa, Vương Lâm truyện
- Liệt truyện 25 - Tiêu Minh, Tiêu Chi, Tiêu Thối, Tiêu Phóng, Từ Chi Tài truyện
- Liệt truyện 26 - Dương Âm truyện
- Liệt truyện 27 - Bùi Nhượng Chi, Hoàng Phủ Hòa, Lý Cấu, Trương Yến Chi, Lục Ngang, Vương Tùng Niên, Lưu Y truyện
- Liệt truyện 28 - Hình Thiệu truyện
- Liệt truyện 29 - Ngụy Thâu truyện
- Liệt truyện 30 - Tân Thuật, Nguyên Văn Diêu, Triệu Ngạn Thâm truyện
- Liệt truyện 31 - Thôi Quý Thư, Tổ Đình truyện
- Liệt truyện 32 - Úy Cẩn, Phùng Tử Tông, Hách Liên Tử Duyệt, Đường Ung・Bạch Kiến truyện
- Liệt truyện 33 - Bạo Hiển, Bì Cảnh Hòa, Tiên Vu Thế Vinh, Kỳ Liên Mãnh, Nguyên Cảnh An, Độc Cô Vĩnh Nghiệp, Phó Phục, Cao Bảo Ninh truyện
- Liệt truyện 34 - Dương Phỉ, Lư Tiềm, Thôi Cật, Lư Thúc Vũ, Dương Hưu Chi, Viên Duật Tu truyện
- Liệt truyện 35 - Lý Trĩ Liêm, Phong Thuật, Hứa Hạ Đôn, Dương Liệt, Nguyên Bưu truyện
- Liệt truyện 36 Nho lâm truyện -
- Liệt truyện 37 Văn uyển truyện - Tổ Hồng Huân, Lý Quảng, Phàn Tốn, Lưu Địch, Tuân Sĩ Tốn, Nhan Chi Thôi
- Liệt truyện 38 Tuần lại truyện -
- Liệt truyện 39 Khốc lại truyện -
- Liệt truyện 40 Ngoại thích truyện - Triệu Mãnh, Lâu Duệ, Nhĩ Chu Văn Sướng, Trịnh Trọng Lễ, Lý Tổ Thăng, Nguyên Man
- Liệt truyện 41 Phương kỹ truyện -
- Liệt truyện 42 Ân hãnh truyện - Quách Tú, Hòa Sĩ Khai, Mục Đề Bà, Cao A Na Quăng, Hàn Phượng, Hàn Bảo Nghiệp